# Tumanski R-13
Das Tumanski R-13 ist ein Zweiwellen-Strahltriebwerk, das in der UdSSR in Großserie gefertigt wurde.

## Geschichte
Das R-13 wurde zwischen 1963 und 1966 von Sergei Alexejewitsch Gawrilow aus dem Tumanski R-11 entwickelt und ist ebenfalls ein Zweiwellen-Turbojet. Dazu wurde das Triebwerk mit einem neuen fünfstufigen Hochdruckverdichter, einer neuen Brennkammer (die den Neustart des Motors in großer Höhe verbessert) und einem neuen Nachbrenner mit einer Kombination von stern- und kreisförmigen Flammstabilisatoren ausgerüstet. Weiterhin kamen in größerem Umfang Komponenten aus Titan zum Einsatz. Es wird in verschiedenen Versionen der MiG-21 und Suchoi Su-15 verwendet, so in der MiG-21M, MF, SM und SMT und der Suchoi Su-15M und TM. Das R-13 wird auch in China als WP-13 gebaut und erlebte ein ähnliches Schicksal wie das Tumanski R-11. Ursprünglich sollten beide in China unter Lizenz gebaut werden, aber aufgrund der sowjetisch-chinesischen Spaltung wurde die Lizenz und die technische Unterstützung zurückgezogen. Unter der Leitung von Chefdesigner Jiang Hepu gelang den Chinesen der erfolgreiche Nachbau beider Triebwerke, denen die Bezeichnung WP-7 und WP-13 gegeben wurde. In der MiG-21bis wurde das R-13 später durch das leistungsfähigere Tumanski R-25 ersetzt.

## Versionen
- R-13-300 – Version für die MiG-21M, MF, RF, SM, SMT, UM und Su-25 mit 39,9 / 63,7 kN Schub[2]
- R-13F2-300 – Version für die Su-15
- WP-13F – Version für die Chengdu J-7III und F-7PG mit 44,1 / 65,9 kN Schub[3]

## Technische Daten
| Kenngröße                | Daten R-13-300      |
| ------------------------ | ------------------- |
| Leistung                 | 63,65 kN / 39,92 kN |
| Luftdurchsatz            | 65,6 kg/s           |
| Gesamtdruckverhältnis    | 9,25:1              |
| Länge                    | 4,61 m              |
| Durchmesser              | 0,91 m              |
| Trockenmasse             | 989 kg              |
| Verdichterstufen (ND/HD) | 3 / 5               |
| Turbinenstufen (ND/HD)   | 1 / 1               |